# Кальтенлойтгебен
Кальтенлойтгебен (нім. Kaltenleutgeben) — ринкове містечко в окрузі Медлінг у Нижній Австрії з 3325 мешканцями (станом на 1 січня 2023 р.).

## Географія
Кальтенлойтгебен розташований у промисловому районі Нижньої Австрії, на півдні Віденського лісу. 73,41 відсотка території вкрито лісом, площа торгового містечка займає 17,5 квадратних кілометрів. Муніципалітет межує безпосередньо з крайнім південним заходом міста Відень і є популярним місцевим місцем відпочинку для віденського населення.
Кальтенлойтгебен знаходиться в долині річки Дюррен Лізінг, яка тече до Перхтольдсдорф (на схід). Дуже вузька долина, глибина якої досягає 80 метрів, місцями має крутий ухил. Завдяки своїй орографії долина Кальтенлойтгбен служить свіжим повітряним коридором для півдня Відня.
Інших кадастрових громад, крім Кальтенлойтгебен, немає.
Область Кальтенлойтгебен була широко досліджена в ряді геологічних публікацій через її складну геологічну будову. Багато старіших, але частково застарілих геологічних досліджень 19 століття були підсумовані в 1905 році в бібліографії праці Франца Тула.

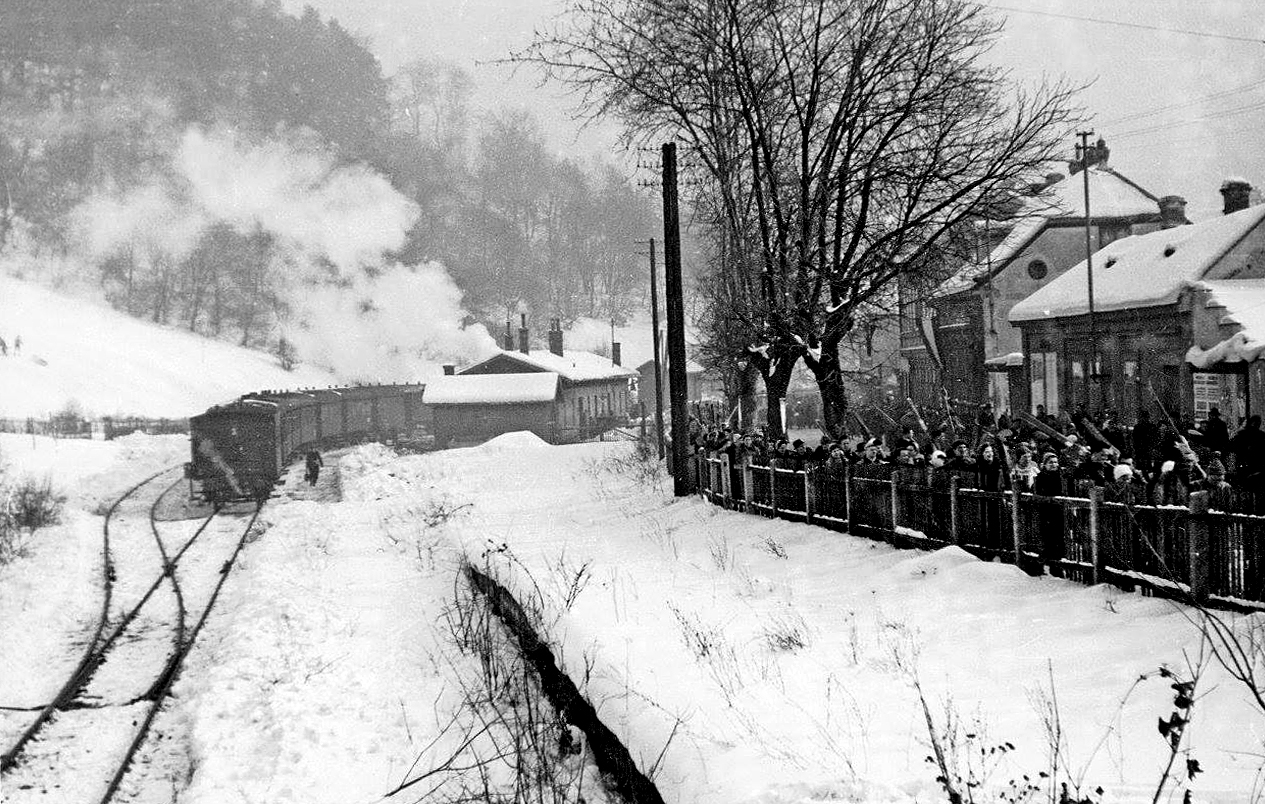
Залізнична станція Кальтенлойтгебен закрита в 1951 році та спеціальний поїзд для натовпу лижників лижної гонки "Eisgraben Wienerblick" на заході Kaltenleutgb (1956)

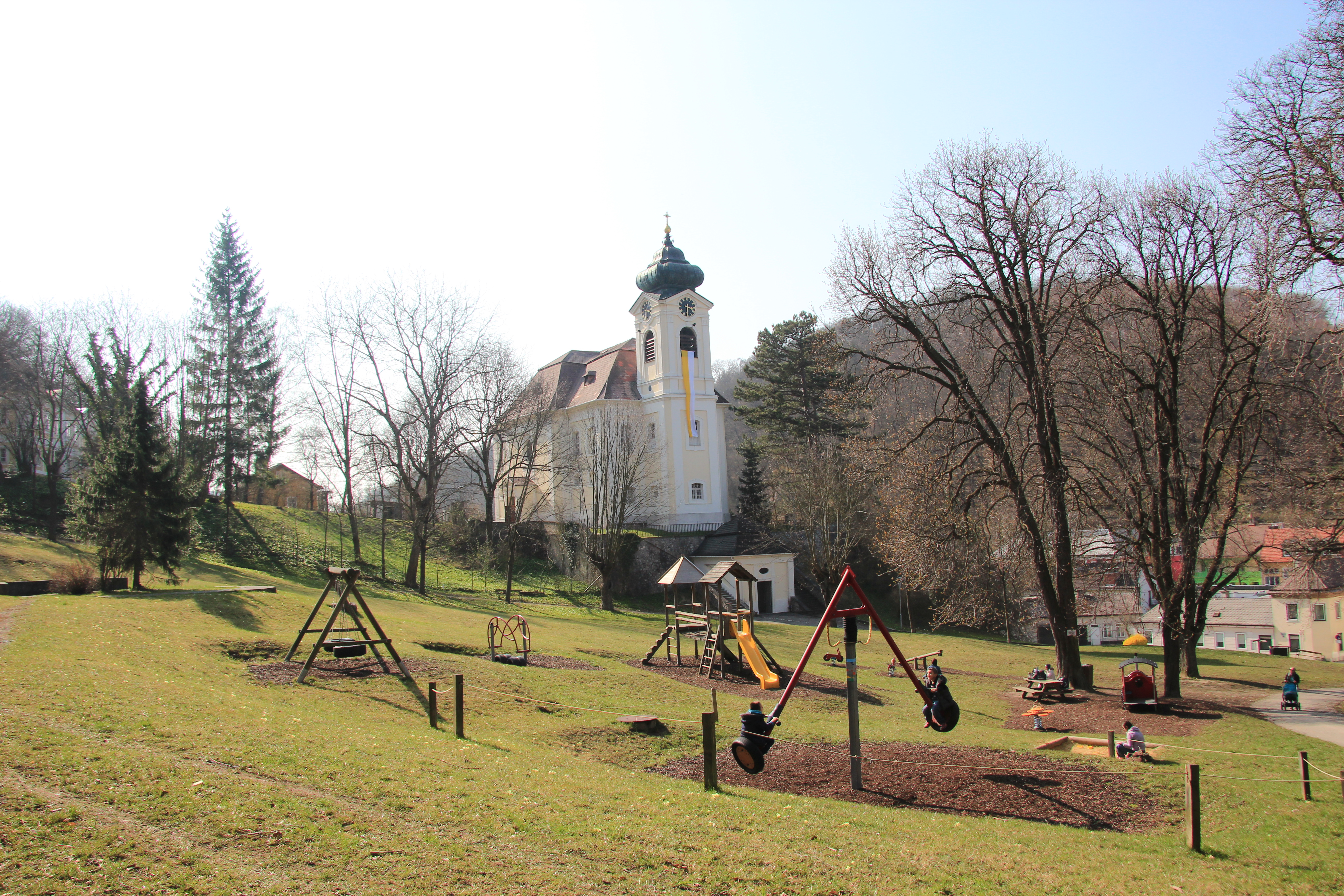
Парафіяльна церква Кальтенлойтгебен

## Історія
Уздовж річки було кілька млинів, назви яких (Waldmühle, Neumühle, Polsterer-Mühle) досі вказують на це.
Кальтенлойтгебен був ранньою територією зимових видів спорту: ще в 1890 році на лісовій галявині на захід від села, «Norwegerwiese», пекар-підмайстр Вільгельм Бісмарк Самсон з Норвегії вразив його своїми навичками катання на лижах, і йому також було 15 років. м стрибків у довжину з трамплінів, побудованих самостійно. Перед першою світовою війною в Кальтенлейтмахені вже був пункт прокату лиж із 30 парами лиж, а на лузі влаштовували лижні перегони. У 1952 році 198 Було збудовано бугельний підйомник завдовжки, який до моменту його знесення у 2015 році вважався, мабуть, найстарішим гірськолижним підйомником у світі, що все ще зберігся у своєму початковому стані. Останні кілька десятиліть, після того, як його власник уже хотів припинити роботу, цей заклад лише зрідка обслуговували волонтери гірської рятувальної служби.
15 липня 1934 року на Predigtstuhlwiese відбувся соціалістичний мітинг за участю Рози Йохманн (пізніше члена Національної ради), щоб вшанувати пам’ять про пожежу в Палаці правосуддя. Прапороносці Йоганн Фреліх і Ріхард Леманн були застрелені із засідки домашньою гвардією. Сьогодні про це свідчить пам’ятний камінь, закладений біля галявини у 2004 році.
Після анексії Австрії в 1938 році місто увійшло до складу Відня.